# Gazélec Football Club Ajaccio Volley-Ball 2017-2018
Questa voce raccoglie le informazioni riguardanti il Gazélec Football Club Ajaccio Volley-Ball nelle competizioni ufficiali della stagione 2017-2018.

## Organigramma societario
Area direttiva
- Presidente: Antoine Exiga

Area tecnica
- Allenatore: Frédéric Ferrandez
- Allenatore in seconda: Nikolaï Kratchkovsky

## Rosa
| N° | Nome                | Ruolo | Data di nascita  | Nazionalità sportiva |
| -- | ------------------- | ----- | ---------------- | -------------------- |
| 1  | Jean-François Exiga | L     | 9 marzo 1982     | Francia              |
| 2  | Toafa Takaniko      | P     | 29 maggio 1985   | Francia              |
| 4  | Leonardo Miranda    | C     | 10 marzo 1982    | Brasile              |
| 5  | Brett Dailey        | C     | 11 novembre 1983 | Canada               |
| 6  | Florian Lacassie    | S     | 16 novembre 1990 | Francia              |
| 8  | Ludovic Castard     | S     | 18 gennaio 1983  | Francia              |
| 9  | Timothée Carle      | S     | 30 novembre 1995 | Francia              |
| 10 | José Luis González  | O     | 27 dicembre 1984 | Spagna               |
| 11 | Dejan Radić         | C     | 6 novembre 1984  | Serbia               |
| 12 | Thièbault Bruckert  | C     | 16 aprile 1991   | Francia              |
| 13 | Daniel Petrov       | P     | 7 luglio 1991    | Francia              |
| 15 | Sylvain Morgado     | S     | 30 gennaio 1997  | Francia              |
| 17 | Željko Ćorić        | P     | 24 agosto 1988   | Bosnia ed Erzegovina |